# Olavi Salonen
Olavi Salonen (20. prosince 1933 Noormarkku, Finsko – 6. března 2025) byl finský běžec na střední tratě, který vytvořil bývalý světový rekord v běhu na 1500 m. (dne 11. července 1957, čas 3:40,2).

## Závodní kariéra
Salonen se zúčastnil Letních olympijských her 1960 a 1964, kde reprezentoval Finsko v běhu na 1500 m. Také se účastnil Mistrovství Evropy v atletice v letech 1958 a 1962, ve kterém závodil v běhu na 800 m.
Dne 11. července 1957 se zúčastnil závodu v běhu na 1500 m konaného v Turku, ve kterém skončil druhý, a v totožném čase s Olavim Salsolou vytvořili nový světový rekord na této distanci, který tehdy činil 3:40,2 sekund. Avšak tento rekord byl platný pouze jeden den, dokud jej 12. července ve Staré Boleslavi nepřekonal Stanislav Jungwirth.